# 24186 Shivanisud
24186 Shivanisud este un asteroid din centura principală de asteroizi.

## Descriere
24186 Shivanisud este un asteroid din centura principală de asteroizi. A fost descoperit pe 3 decembrie 1999 la Socorro, New Mexico, în cadrul proiectului LINEAR. Asteroidul prezintă o orbită caracterizată de o semiaxă mare de 2,34 ua, o excentricitate de 0,19 și o înclinație de 4,9° în raport cu ecliptica.